# TOI-1749
TOI-1749とは、地球から約324光年離れた位置に存在する恒星である。スペクトル分類はM0V。TIC 233602827等と言う名称も持つ。
| 太陽 | TOI-1749  |
| ---- | --------- |
| 太陽 | Exoplanet |

## 惑星系
| 名称 （恒星に近い順） | 質量            | 軌道長半径 （天文単位） | 公転周期 (日)            | 軌道離心率         | 軌道傾斜角        | 半径               |
| --------------------- | --------------- | ----------------------- | ------------------------ | ------------------ | ----------------- | ------------------ |
| b                     | 1.9+2.2 −1.3 M⊕ | 0.0291±0.0005           | 2.38839+0.00031 −0.00066 | 0.02+0.06 −0.02    | 86.4+0.9 −0.6°    | 1.39+0.21 −0.19 R⊕ |
| c                     | 2.1+5.7 −1.6 M⊕ | 0.0443±0.0008           | 4.4929+0.0038 −0.0027    | 0.007+0.007 −0.005 | 88.8+1.0 −0.3°    | 2.12±0.12 R⊕       |
| d                     | 4.3+6.2 −3.5 M⊕ | 0.0707±0.0012           | 9.0497+0.0049 −0.0032    | 0.015+0.017 −0.011 | 88.53+0.11 −0.09° | 2.52±0.15 R⊕       |

TOI-1749はトランジット法を用いたTESSによって観測され、公転周期が4.49日と9.05日とされた2つの惑星候補が発見され、それらは「TOI-1749.01」「TOI-1749.02」と指定された。また、「TOI-1749.03」と指定された追加の惑星候補も発見され、主星から近い順に.03、.01、.02となっている。これらの惑星候補はフォローアップ観測を経て、それぞれ「TOI-1749 b」「TOI-1749 c」「TOI-1749 d」として2021年に確認、これらの惑星の発見を報告するarXivの論文は2021年7月12日に公表された。
これら3つの太陽系外惑星は、bが地球型惑星（スーパー・アース）、c・dが海王星型惑星（ミニ・ネプチューン）である。これらの惑星は、元々はすべて水素の外層を持っていたと考えられるが、後に最も内側を公転するbの水素の外層のみが失われ、現在の姿になったと考えられている。